# Kolonie Eritrea

Wappen der Kolonie Eritrea

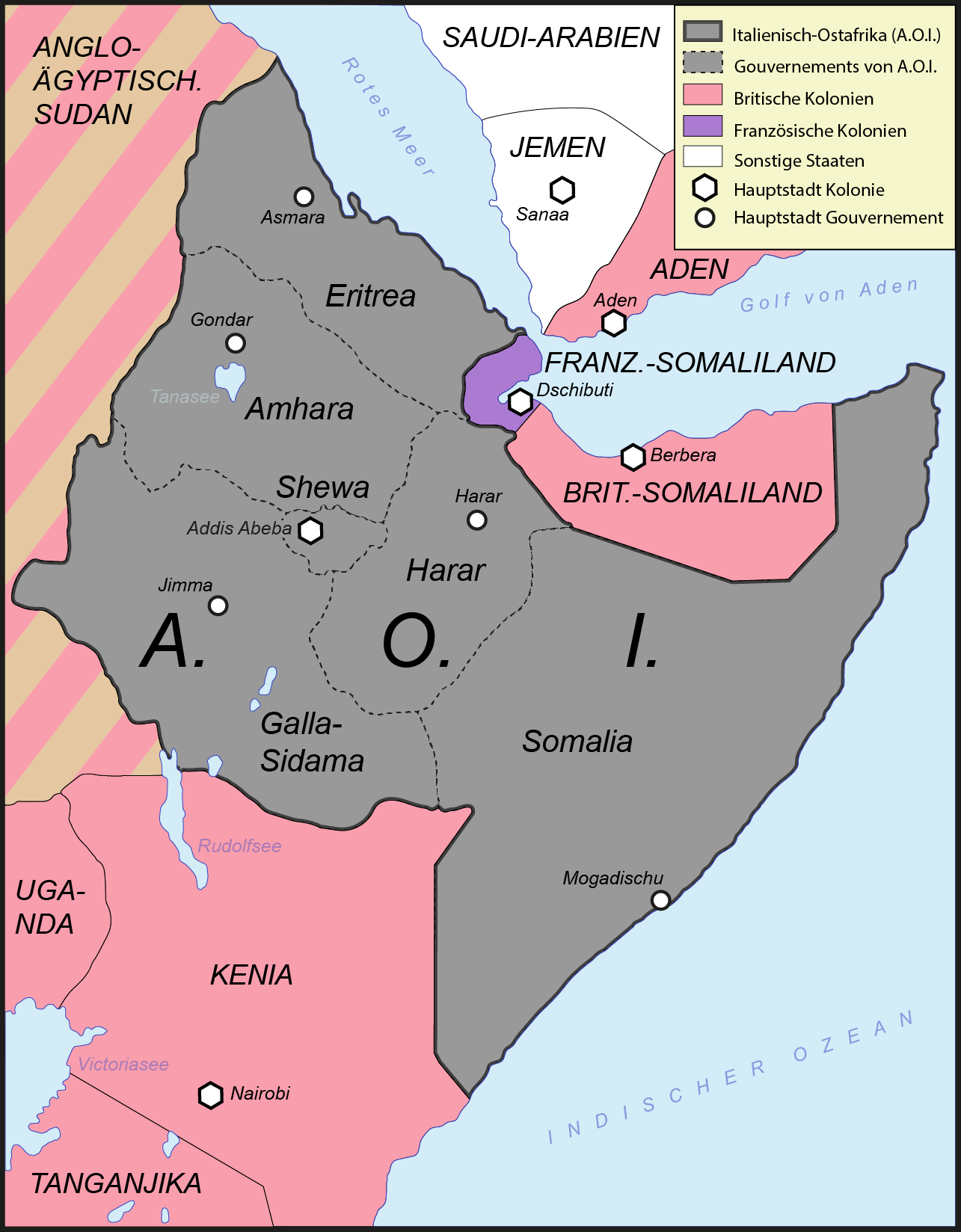
Vergrößertes Eritrea als Teil Italienisch-Ostafrikas (1936–1941)

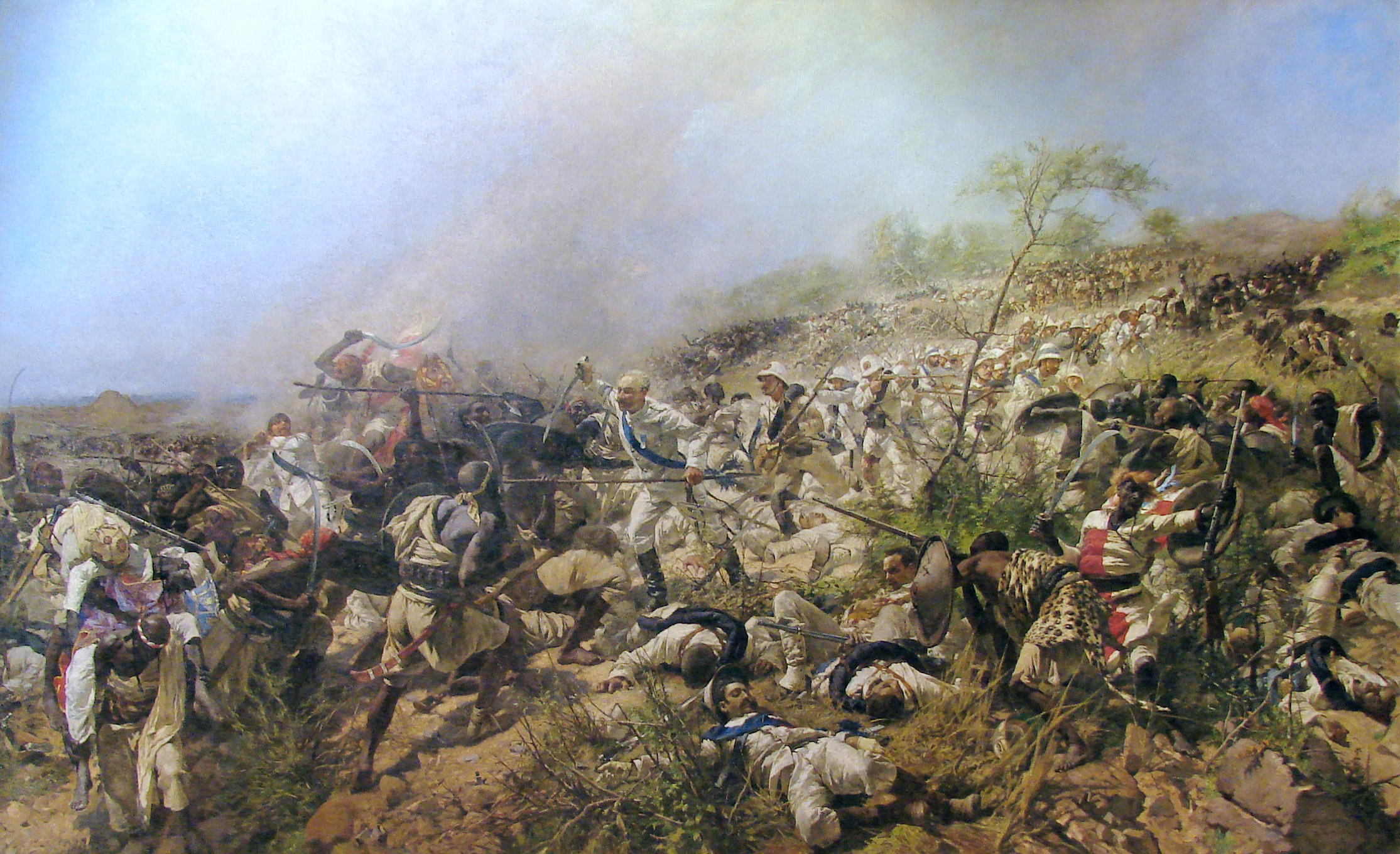
In der Schlacht bei Dogali 1887 vernichteten Äthiopier eine 500 Mann starke Einheit fast vollständig

Die Kolonie Eritrea (italienisch Colonia Eritrea) war ein italienisches Kolonialgebiet am Horn von Afrika. Es umfasste das Staatsgebiet des heutigen Eritrea und bestand von 1890 bis 1936. Von 1936 bis 1941 war es Teil der italienischen Kolonie Italienisch-Ostafrika.

## Erwerb
Erste italienische Gebiete am Roten Meer erwarb der Entdecker Giuseppe Sapeto in der Bucht von Assab. Seine Gesellschaft Rubattino kaufte 1869 und im März 1870 einen sechs Kilometer langen Küstenstreifen, der dann als Handelsstützpunkt militärisch geschützt wurde. Nach einer Eroberung durch Ägypten Ende April 1870 und dem erneuten Kauf durch die Gesellschaft Rubattino im März 1880 übernahm das Königreich Italien die Hafenstadt Assab und gründete im Juli 1882 die Kolonie Assab.
Verschiedene italienische Organisationen unternahmen wiederholt Entdeckungsreisen ins Innere Eritreas und dann nach Abessinien. Ab 1885 wurden allmählich weitere Gebiete erworben und Baylul, Massaua und der Dahlak-Archipel erobert. Nach der vernichtenden Niederlage einer italienischen Armeeabteilung gegen abessinische Truppen bei Dogali im Jahre 1887 begann die italienische Regierung, ihren Einfluss auf die gesamte Region auszuweiten. So nahmen italienische Truppen im August 1889 Asmara ein und führten ein Jahr später eine neue Währung, den eritreischen Tallero, ein.

## Die Kolonie
Die Gebiete um Massua, Assab und Asmara wurden vereinigt, und nach der Unterzeichnung des Vertrags von Uccialli im Mai 1889 mit dem Kaiserreich Abessinien wurde am 1. Januar 1890 die Kolonie Eritrea ausgerufen. Der erste Gouverneur war General Baldassarre Orero. Der General war bereits im November 1889 zum militärischen Oberbefehlshaber in Afrika ernannt worden und geriet bald in Konflikt mit der von Ministerpräsident Francesco Crispi verfolgten Afrikapolitik, der es an klaren Linien fehlte. Bereits nach wenigen Monaten trat er als Gouverneur zurück und wurde im Juni 1890 von General Antonio Gandolfi ersetzt.
Gandolfi setzte die wankelmütige Politik gegenüber dem äthiopischen Kaiser Menelik II. fort, so dass es im Grenzstreit mit Abessinien zu keiner Einigung kam. Daran änderte auch der Rücktritt Crispis im Januar 1891 nichts, und die von seinem Nachfolger als italienischer Ministerpräsident Antonio Starabba di Rudinì betriebene Afrikapolitik, die sich deutlich weniger kompromissbereit zeigte. Mit seinem autoritären Führungsstil schaffte sich Gandolfi bald Feinde in der Kolonialverwaltung. Insbesondere mit dem für die Kolonialisierung zuständigen Kommissar Franchetti, der die Einwanderung von Italienern, allen voran von Landwirten, förderte, und mit dem er sich später sogar duellierte.
Die Eritreer wurden indes als billige Arbeitskräfte ausgebeutet. Es entstanden neue Sozialklassen und die Kolonie erlebte einen wirtschaftlichen Aufschwung. Die einheimische Bevölkerung wurde enteignet und in ihren Rechten stark eingeschränkt. Politische Gegner und Rebellen wurden bekämpft.  Im Februar 1892 trat Gandolfi auf eigenem Gesuch zurück. Nach seinem Rücktritt wurde er in Rom heftig kritisiert. Unter anderem wurde ihm vorgeworfen, in Afrika Erschießungen unter der einheimischen Bevölkerung und das Niederbrennen ganzer Orte angeordnet zu haben. Seine Nachfolge trat mit Oreste Baratieri wiederum ein Militär an.
Der autoritäre, militärisch geprägte Führungsstil, der unter anderem auf einer diskriminierenden Rassenpolitik basierte, wurde unter Baratieri fortgesetzt und führte zu zunehmenden Spannungen.  1894 kam es zu einer Revolte unter der einheimischen Bevölkerung, die blutig niedergeschlagen wurde. Von Eritrea aus startete Italien nach den Schlachten von Coatit und Senafe 1895 seinen Eroberungsfeldzug gegen Abessinien, der 1896 in der Schlacht von Adua für Italien mit einer demütigenden Niederlage endete.
Daraufhin wurde Baratieri zunächst durch Antonio Baldissera abgelöst, 1897 wurde dann Ferdinando Martini Gouverneur Eritreas. Unter Martini wurde eine Zivilregierung anstatt der bisher bestehenden Militärregierung etabliert und die Korruption bekämpft. Außerdem baute die italienische Verwaltung in der Kolonie Eritrea die Infrastruktur durch Krankenhäuser und Schulbauten aus. Der Bau von Eisenbahnen und Straßen sowie die Verstädterung wurde vorangetrieben. Assab, in dem bereits am 22. Januar 1885 ein erstrangiges Postamt eingerichtet wurde, war das Hauptpostamtbezirk der Kolonie. Die Wirtschaft wurde mit der Banca per l’Africa Orientale gefördert.
In Eritrea lebten im Jahr 1936 etwa 1 Million Einwohner, vor allem Christen (etwa 57 % der Bevölkerung) und Muslime (39 %).
1935 wurde Eritrea Aufmarschbasis für den zweiten italienischen Eroberungsfeldzug gegen Abessinien, den Italienisch-Äthiopischen Krieg. Nun wurde Eritrea als eine Provinz in die Kolonie Italienisch-Ostafrika eingegliedert, eine Vereinigung der Kolonie Italienisch-Somaliland (darunter auch Oltre Giuba) und des besetzten Äthiopiens.
Die Wirtschaft wurde gefördert, so wurden Unternehmen wie die Brauerei Birra Melotti gegründet.
1941, im Zweiten Weltkrieg, wurde Eritrea von britischen Truppen erobert. Damit endete die italienische Herrschaft in Eritrea. 1947 stimmte Italien dem britischen UNO-Mandat über Eritrea zu.